# Amt Frimmersdorf
Das Amt Frimmersdorf war bis 1969 ein Amt im Kreis Grevenbroich in Nordrhein-Westfalen. Es ging aus der Bürgermeisterei Frimmersdorf hervor. Sein Gebiet liegt heute im nordrhein-westfälischen Rhein-Kreis Neuss.

## Bürgermeisterei Frimmersdorf
Bis zur Franzosenzeit gehörte der Raum Frimmersdorf zu Kurköln. Von 1798 bis 1814 standen alle linksrheinischen Gebiete unter französischer Herrschaft. Während dieser Zeit wurde nach französischem Vorbild die Mairie Frimmersdorf eingerichtet, die zum Kanton Elsen im Arrondissement Köln des Rur-Departements gehörte. Nachdem 1814 der gesamte Niederrhein auf dem Wiener Kongress dem Königreich Preußen zugeschlagen wurde, kam die Gegend 1816 zum neuen Kreis Grevenbroich im Regierungsbezirk Düsseldorf. Aus der Mairie Frimmersdorf der Franzosenzeit wurde die preußische Bürgermeisterei Frimmersdorf.
Die Bürgermeisterei Frimmersdorf umfasste die beiden Landgemeinden Frimmersdorf und Neurath.

## Amt Frimmersdorf
Am Ende des Jahres 1927 wurde die Bezeichnung aller rheinischen Landbürgermeistereien in „Amt“ geändert. Die Bürgermeisterei Frimmersdorf hieß seitdem Amt Frimmersdorf.
Am 1. August 1929 kam das Amt zum neuen Kreis Grevenbroich-Neuß, der 1946 in Kreis Grevenbroich umbenannt wurde.
Am 1. Juli 1969 wurde das Amt Frimmersdorf durch das Gesetz zur Neugliederung von Gemeinden des Landkreises Grevenbroich aufgelöst. Seine Gemeinden Frimmersdorf und Neurath wurden zu einer neuen Gemeinde Frimmersdorf zusammengeschlossen. Diese ging 1975 in der Stadt Grevenbroich auf, die seitdem zum Rhein-Kreis Neuss (bis 2003 Kreis Neuss) gehört.

## Einwohnerentwicklung
| Jahr | Einwohner | Quelle |
| ---- | --------- | ------ |
| 1816 | 1393      | [ 5 ]  |
| 1828 | 1663      | [ 6 ]  |
| 1871 | 1864      | [ 7 ]  |
| 1885 | 1798      | [ 8 ]  |
| 1895 | 1714      | [ 9 ]  |
| 1905 | 1782      | [ 10 ] |
| 1910 | 2013      | [ 11 ] |
| 1933 | 2795      | [ 12 ] |
| 1939 | 2764      | [ 12 ] |
| 1950 | 3579      | [ 13 ] |
| 1961 | 5042      | [ 14 ] |